# Miguel de Cervantes (1928)
Miguel de Cervantes – hiszpański krążownik lekki z okresu międzywojennego i II wojny światowej typu Príncipe Alfonso. Wszedł do służby w marynarce hiszpańskiej w 1930 roku. Służył po stronie rządu republikańskiego podczas wojny domowej, w której został storpedowany przez włoski okręt podwodny, następnie wyremontowany. W 1939 roku przejęty przez nowy rząd frankistowski, służył do 1964 roku.

## Budowa
Ustawą z 11 stycznia 1922 roku Hiszpania zdecydowała o budowie dwóch krążowników lekkich nowego typu Príncipe Alfonso, projektowanego z pomocą brytyjską. Po kilkuletniej przerwie, na podstawie ustawy z 31 marca 1926 roku zdecydowano o budowie trzeciego i ostatniego krążownika tego typu, który otrzymał imię „Miguel de Cervantes”, na cześć XVI-wiecznego pisarza. Budowę okrętu zamówiono 4 lipca 1926 roku. Pozostał on ostatnim krążownikiem lekkim zbudowanym dla marynarki hiszpańskiej.
Stępkę pod budowę położono w stoczni Sociedad Española de Construcción Naval (SECN) w Ferrolu 27 sierpnia 1926 roku. Okręt wodowano 19 maja 1928 roku. Wszedł do służby w Marynarce Hiszpańskiej 14 lutego 1930 roku.

## Skrócony opis
Okręty tego typu były dużymi krążownikami o typowej architekturze lat 20. XX wieku, z podwyższonym pokładem dziobowym na ponad 1/3 długości kadłuba, artylerią umieszczoną w superpozycji na dziobie i rufie oraz dwoma pochylonymi kominami blisko siebie na śródokręciu. Siłownia była umieszczona w układzie liniowym: cztery kotłownie z ośmioma kotłami, za nimi dwie maszynownie. Napędzały je cztery zespoły turbin parowych z przekładniami o mocy łącznej 80 000 KM pracujące na osobne śruby, pozwalając na osiąganie prędkości 33 węzłów. Na próbach „Miguel de Cervantes” rozwinął maksymalnie 35,6 węzła. Zapas paliwa płynnego na tym okręcie był zwiększony w stosunku do poprzednich i wynosił 1916 ton, zapewniając zasięg do 7 tysięcy mil morskich przy prędkości 15 węzłów.
Wyporność standardowa okrętów tego typu wynosiła 7475 ton, a pełna 9237 ton. Długość okrętu wynosiła 176,63 m, szerokość 16,46 m, a zanurzenie 6 m.
Opancerzenie tworzył pas burtowy, którego grubość w rejonie siłowni wynosiła 76 mm (na 40% długości kadłuba), a poza nim 51 mm, malejąc do 25 mm na dziobie i 38 mm na rufie. Pokład miał grubość 25-50 mm, a maski dział - 12,7 mm. Najgrubszy pancerz 152 mm miało stanowisko dowodzenia.

### Uzbrojenie i jego zmiany
Uzbrojenie główne stanowiło osiem dział kalibru 152 mm w nietypowym układzie: w dwóch stanowiskach pojedynczych na pokładzie dziobowym i rufowym oraz trzech stanowiskach podwójnych: w superpozycji na piętrze nadbudówki dziobowej i rufowej oraz na śródokręciu, za kominami. Wszystkie działa mogły strzelać na jedną burtę i były chronione przez maski przeciwodłamkowe. Działa konstrukcji brytyjskiej miały długość lufy 50 kalibrów (L/50) i donośność do 21,5 km. Uzbrojenie przeciwlotnicze stanowiły początkowo cztery pojedyncze działa kalibru 102 mm na śródokręciu (po dwa na burtę) i dwa działka kalibru 47 mm. Broń podwodną stanowiło 12 wyrzutni torped w czterech potrójnych aparatach na pokładzie na śródokręciu (po dwa na każdej z burt).
Podczas wojny domowej uzbrojenie przeciwlotnicze uległo wzmocnieniu. Wiosną 1939 roku oprócz armat 102 mm obejmowało dwa działa 76 mm Vickers, działo 40 mm Bofors L/60 (polskiego pochodzenia) i dwa działka automatyczne 20 mm Oerlikon.
Po modernizacji okrętu ukończonej w 1946 roku zmieniono uzbrojenie główne, rezygnując z podwójnego stanowiska dział na śródokręciu i zastępując pojedyncze stanowiska na pokładzie dziobowym i rufowym przez dwudziałowe. Dzięki temu liczba dział nie uległa zmianie, natomiast zostały one zgrupowane w czterech dwudziałowych stanowiskach. Artylerię przeciwlotniczą zamieniono na niemiecką: osiem podwójnych stanowisk półautomatycznych działek 37 mm C/30 i pięć poczwórnych działek 20 mm Flakvierling 38. Według Barabanowa, spotykane informacje o uzbrojeniu okrętu w armaty przeciwlotnicze kalibru 88 mm lub 90 mm są jednak błędne Zdjęto dwa z czterech aparatów torpedowych, natomiast dodano cztery miotacze bomb głębinowych.
Za drugim kominem na „Cervantesie” po modernizacji zamontowano katapultę typu niemieckiego, z wodnosamolotem Heinkel He 114.

## Służba w skrócie
W październiku 1934 roku z innymi okrętami brał udział w tłumieniu rewolucji w Asturii, ostrzeliwując Gijón.
W chwili wybuchu wojny domowej w Hiszpanii krążowniki tego typu bazowały w Ferrolu. Wraz z  „Libertad”, „Miguel de Cervantes” został wysłany na południe, po czym 19 lipca 1936 roku został na morzu opanowany przez rewolucyjnie nastawionych marynarzy, przechodząc pod kontrolę rządu republikańskiego. 22 lipca oba krążowniki bombardowały Algeciras i La Línea. 22 listopada 1936 roku „Miguel de Cervantes” został uszkodzony dwiema torpedami koło Kartageny przez włoski okręt podwodny „Evangelista Torricelli” i jego remont trwał do marca 1938 roku, wyłączając krążownik z akcji na większość wojny. 5 marca 1939 roku z pozostałymi siłami floty Republiki przeszedł do Bizerty, gdzie został internowany, po czym 31 marca 1939 roku zwrócony zwycięskim nacjonalistom.
Z uwagi na kiepski stan techniczny krążownik został wycofany do rezerwy oraz skierowany w 1940 roku do remontu w El Ferrol połączonego z modernizacją, trwającego aż do 15 kwietnia 1946 roku.
Brał udział w akcjach zbrojnych połączonych z ostrzeliwaniem celów lądowych w latach 1957–58 (i być może w 1962) w celu ochrony enklawy Ifni naruszanej przez rajdy sił Maroka. Podczas jednej z nich wraz z innymi okrętami dokonał demonstracji, wpływając na wody terytorialne Maroka i kotwicząc przed wejściem do portu w Agadirze.
W 1961 roku krążownik otrzymał zgodny ze standardem NATO numer burtowy C 13. W 1963 roku został zamieniony w hulk.
Okręt został wycofany ze służby 31 sierpnia 1964 roku.